# Ruschia robusta
Ruschia robusta är en isörtsväxtart som beskrevs av L. Bol. Ruschia robusta ingår i släktet Ruschia och familjen isörtsväxter. Inga underarter finns listade i Catalogue of Life.